# Дубно
Ду́бно (укр. Ду́бно) — город в Ровненской области Украины. Административный центр Дубенского района, административный центр и единственный населённый пункт в составе Дубенской городской общины. Железнодорожная станция. Через город проходят автодороги европейского значения E40 и E85.

## Население
По данным переписи 2001 года украинцы составляли 95,15 % населения города, русские — 3,59 %.

### Языковой состав
Родной язык населения по данным переписи 2001 года:
| Язык       | Численность, чел. | Доля     |
| ---------- | ----------------- | -------- |
| Украинский | 37 217            | 96,15 %  |
| Русский    | 1 294             | 3,34 %   |
| Другое     | 196               | 0,51 %   |
| Итого      | 38 707            | 100,00 % |

Украинский язык является основным и единственным официальным языком города.
По данным Государственной службы статистики Украины в 2023/24 учебном году все 164 344 учащихся в учреждениях общего среднего образования в Ровненской области обучались в украиноязычных классах.

## История

### Первое упоминание о городе
Город впервые упоминается в 1100 году в Ипатьевской летописи: "… В лето 6608 (1100) братья заключили мир между собой, Святополк, Владимир, Давид, Олег в Уветичах, месяца августа в 10-й день. И пришёл к ним Давид Игоревич и сказал им: «Зачем вы меня позвали? Вот я. У кого на меня обида» И ответил ему Владимир: «Ты сам прийдеш к нам: „Хочу, братья, прийти к вам и пожаловаться на свои обиды“. Так вот ты пришёл и сидишь со своими братьями на одном ковре — так почему не жалуешься, к кому из нас твоя обида?» И не отвечал Давид ничего. И стали все братья на коней, и стал Святополк со своей женой, Давид и Олег со своей отдельности друг от друга. Давид Игоревич сидел в стороне, и не подпустили его к себе, но отдельно советовались о Давиде. И, посоветовавшись, послали к Давиду мужей своих: Святополк — Путяту, Владимир — Орогостя и Ратибора, Давыд и Олег — Торчин. Посланные же пришли к Давида и сказали ему: «Вот что говорят тебе братья: „ Не хотим тебе дать стола Владимирского, потому что вогнал чем у нас, чего не было ещё в Русской земле. Но мы тебя хватать не будем и какого-то другого зла не сделаем, но вот что тебе даём: иди и садись в Божеское, в Остроге, а Дубен и Чарторийск даёт тебе Святополк …“».
Дубно упоминается также в 1149 году в связи с пребыванием на Волыни Юрия Долгорукого.

### XII—XVI века
Во время княжеских междоусобиц и борьбы за великокняжеский престол город переходил из рук в руки. И так продолжалось до самого нашествия татар на Волынь. В 1240 году Дубно разрушили монголо-татары, после чего оно превратилось в небольшое поселение. После смерти Даниила Галицкого Луцким уделом, в состав которого входило Дубно, владел Мстислав Данилович. В 1340 году Волынь, в том числе и Дубно, была захвачена Литвой.
На основе жалованной грамоты Ягайло от 4 ноября 1386 года Фёдор Острожский получает город Острог с округом Острожским, в состав которого входило Дубно.
Князь Константин Иванович Острожский увидел перспективу Дубно как города и в 1492 году возвёл каменный замок. Укреплённый замком город обеспечивал военную защиту края, а владельцу — доходы от торговли.
3 июня 1498 года владелец города Константин Острожский получил от Литовского князя Александра грамоту о предоставлении Дубно статуса города, а в 1507 году польский король Сигизмунд I даровал Дубно магдебургское право. На основе которого: «Село Дубно называемое сделать городом… окружить людьми и торги иметь каждую пятницу, а ярмарка — каждый год на Спаса».
Средневековый Дубно был одним из крупнейших культурных центров Волыни. При здешних монастырях жили и работали выдающиеся учёные, литераторы, церковные деятели — Мелетий Смотрицкий, Касиян Сакович, Виталий Дубенский, Иов Железо (впоследствии Иов Почаевский). Игумен Крестовоздвиженского монастыря Виталий Дубенский тут в 1604 году перевёл с греческого книгу «Диоптра…», а Иеромонах Арсений в 1539—1566 годах создал известное Дубенское Четвероевангелие. В этот период в Дубно учреждены ткацкий, сапожный и кузнечный цехи.
В 1569 году в результате Люблинской унии Дубно вошло в состав шляхетской Польши. Для экономики города второй половины XVI — первой половины XVII веков характерно дальнейшее развитие ремёсел и торговли.
В 1577 году Дубно подверглось нападению крымских татар. 4 марта 1577 года татарская орда переправилась через реку Икву. Сын князя Януш приготовил город к защите, на реке прорубил проруби. Татары выступили со стороны монашеской плотины, дружина Януша не выдержала натиска и отступила к замку. 5 марта 1577 года татары снова подступили к городу, но встретили сильное сопротивление. Татары начали штурм со стороны Крестовоздвиженского монастыря, но безуспешно. Отступая, татары уничтожили две сотни деревень, князь потерпел большие убытки. Город был почти полностью разрушен, выстоял только сильно укреплённый замок.

### XVII век
В начале XVII века Дубно выполняло роль второй после Острога столицы Острожской ординации. В этот период продолжился рост магнатского землевладения. В 1609 году Януш Острожский ввёл устав о семейном наследовании. Свои имения он разделил на две части: майорат (неделимую) и наследственную. Столицей майората стало Дубно. В майорат входило 24 города и 592 села. На территории края распространяются фольваркные хозяйства. Крестьяне, которые работали на помещика, изготавливали вещи не только для внутреннего использования, но и для продажи.
Усиление национального и религиозного гнёта в Дубне привело к антиуниатскому восстанию 1633 года. Восстание против Касьяна Саковича, который с 1625 по 1639 год руководил Дубенским Спасским монастырём, возглавляли казаки местного отряда. Княжеские войска подавили это выступление, а его руководители были казнены на городской площади.
Во время освободительной войны украинского народа 1648—1657 годов волна массовых восстаний докатилась до Дубно. Летом 1648 года дубенчане приветствовали отряды Максима Кривоноса, которые на некоторое время входили в город. В Дубно происходили столкновения полковника Крысы с королевскими войсками, в ходе которых казаки в количестве 5000 человек разбили шляхетские войска. 5 июня 1651 года один из казацких отрядов внезапным ударом выбил польские войска из Дубно. Казаки взяли богатый трофей — две тысячи лошадей и волов, которые шляхта гнала в лагерь около Сокаля.
На стороне армии Богдана Хмельницкого были и крестьяне. Они всячески помогали казакам. Так, коронный хорунжий Александр Конецпольский докладывал Николаю Потоцкому, что не смог выполнить боевого задания, потому что, когда приближались к Дубно, крестьяне сожгли поместья, чтобы сообщить казацким войскам об опасности. Конецпольский имел несколько мелких стычек с казаками под Дубно, которые, однако, уклонялись от боёв и уходили в лагерь Хмельницкого. Для преследования неуловимого врага Конецпольский выслал ротмистров Суходольского и Стжалковского с несколькими хоругвями, которые 19 июня в трёх милях от Дубно напали на небольшой казацкий лагерь, в котором упорно оборонялись 200 казаков. Они убили 70 казаков, 17 взяли в плен и с несколькими повозками зерна и 200 быками вернулись в королевский лагерь.

### XVIII век
Во время Северной войны, в сентябре 1705 года Иван Мазепа вместе со своим писарем Филиппом Орликом находился в Дубно. В 1706 году Дубно заняли войска шведского короля Карла XII. В 1707 году город посетил Пётр I, который был удивлён мощью здешних фортификаций и договорился с волынскими магнатами об охране прав и интересов. Княгиня Констанция Любомирская, которая в то время владела Дубно, поставляла русским войскам продукты и фураж.
В 1753 году князь Януш Сангушко подарил Дубно и городок Птичье (и ещё 70 сёл) князю Станиславу Любомирскому с обязанностью держать в Дубенском замке 270 пеших для военных нужд и обороны крепости.
В 1772 году после того, как в результате первого раздела Польши важный торговый центр Львов отошёл под власть Габсбургов, в Дубно начали проводить большую контра́ктовую ярмарку, которая продолжалась в течение месяца. В результате этого в городе начался экономический и культурный подъём. Эти ярмарки начинались 7 января и продолжались целый месяц. Для удобства гостей и купцов князь Михаил Любомирский построил несколько двухэтажных домов вокруг Рыночной площади, ратушу и ещё один дворец в замке, декорированный итальянским зодчим Доменико Мерлини. Дубно, при постоянном населении в то время чуть более 6 тысяч человек, ежегодно (в течение двух десятилетий) принимало до 30 тысяч гостей. В замке устраивались пышные пиры, рыцарские турниры, фейерверки. В 1780 году здесь ставил свои пьесы знаменитый польский драматург Войцех Богуславский, выступала римская опера. Азартные игры в замке часто поглощали весь оборот торгового дня. Во время контрактов Дубно трижды (в 1781 году) посетил польский король Станислав Август, где ему устроили охоту на медведя.
В 1795 году, после третьего раздела Польши, Дубно вошло в состав Российской империи. Указом Екатерины II Дубно определён уездным городом Волынской губернии. В 1797 году «Дубенские контракты» были перенесены в Новоград-Волынский, а затем в Киев, где они положили начало знаменитым «Контрактам» на Подоле.
В Дубно на еврейском кладбище похоронен Цадик Иосиф Йоске, автор «Иесод Иосеф» (The book Yesod Yosef, by Kabbalist Rabbi Yosef, Rabbi of Dubno. Zhitomir, 1867. Published by Rabbi Avraham Shalom Shadov.) — одного из популярных религиозных сочинений XVIII века. Место могилы известно и памятник восстановлен.

### XIX век
В 1805 году полгода в городе прожил Михаил Кутузов.
В 1809 году архитектор Иттар Генрик Гиацинт Сальватор переезжает в Дубно. В начале XIX века знаменитый ирландский садовод Дионисий Миклер заложил в Дубенском урочище Палестина парк.
В 1844 году сгорел центр города.
В 1855 году в городе действуют два училища.
В 1867 году в окрестностях Дубно Николай Лысенко собирает материалы для оперы «Тарас Бульба».
В 1873 году открыто железнодорожное сообщение Здолбунов — Радивилов.
В конце XIX века последняя владелица Дубенского замка княгиня Елизавета Борятинська продаёт его казне. Замок переходит к военному ведомству. В 1890 году Александр III присутствовал на открытие Таракановского форта.
В 1897 году в городе проживали 14 257 человек, в том числе евреи — 7096, русские — 2962, украинцы — 2474, поляки — 913, татары — 401, чехи — 251.
- Контра́ктовый дом
- Центр города
- Монастырь кармелиток
- Костел Яна Непомука

### XX век
В 1905 году было открыто частное женское училище, а в 1909 году — мужская гимназия.
В 1914 году, с началом Первой мировой войны в Дубно временно дислоцировался батальон российского 41-го Селенгинского пехотного полка; бывшую бальную залу дворца князей Любомирских превратили в полковую церковь. Неподалёку от Дубно Ярослав Гашек перешёл из австрийской армии на сторону российских войск.
В мае 1916 года 32-й армейский корпус генерала И. Федотова вёл тяжёлые бои на реке Икве с 1-м австро-венгерским корпусом. 25 мая (7 июня) русские войска форсировали Икву у Дорогостаи и Торговице, прорвали австрийский фронт на Дубенском направлении, а 28 мая (10 июня) заняли Дубно.
В 1917 году после распада Российской империи Дубно вошло в состав Украинской народной республики. Во время Гражданской войны в 1918—1921 годах в Дубно несколько раз менялась власть. 18 марта 1921 года после подписания Рижского договора Дубно вошло в состав Волынского воеводства Польской Республики. В том же году поляки запретили украинский язык в государственных учреждениях и школах.
- Свято-Ильинский собор
- Памятник Т. Г. Шевченко
- Церковь Вознесения Господня
- Девичья башня

### Дубно в годы Второй мировой войны
1 сентября 1939 года началась Вторая мировая война оккупацией Германией Западной Польши. 17 сентября 1939 года Красная Армия вошла в Восточную Польшу, и Дубно оказалось в составе СССР.
15 сентября 1939 года здесь началось издание местной газеты.
22 июня 1941 года Германия напала на СССР. На аэродром города Дубно были сброшены бомбы и обстреляна тюрьма. 23—25 июня 1941 года Дубно стало ареной боёв Красной армии против частей вермахта. При отступлении из города 24 июня 1941 в 20:00 убито около 600 узников в городской тюрьме.
24 июня 1941 года в 22:30 служащие советских органов и органов НКВД покинули Дубно, но часть из них той же ночью 25 июня возвратились с тем, чтобы обеспечить окончательную эвакуацию членов семей советских и партийных работников. 11 танковая дивизия 48 танкового корпуса 1 танковой группы вермахта 25 июня 1941 года вошла в Дубно со стороны Млынова. Бойцы НКВД попали в окружение и часть из них были убиты на Луцком повороте. 25 июня в 15:10 Дубно заняли части немецкой армии.
Во время немецкой оккупации в Дубенском замке дислоцировались венгерские части. На территории хмелярни находился лагерь военнопленных. С 1941 по 1943 год там находились 3300 человек, многие из которых умерли от болезней, голода, холода. Часть (около 50 %) подверглись физическому уничтожению. Евреев в местечке начали уничтожать с первых дней оккупации. Так, уже в 1941 году их было уничтожено более тысячи. Гетто в Дубно было создано 4 апреля 1942 года, и уже 27 мая 1942 года около 3800 евреев было убито на окраине города. Летом того же года оставшиеся в городе евреи организовали группу сопротивления, но акции по уничтожению евреев продолжались, и 24 октября 1942 года были уничтожены последние заключённые гетто.
В конце февраля 1943 года партизаны УПА совершили налёт на местную тюрьму и освободили десятки узников.
Освобождён 17 марта 1944 года Советскими войсками 1 УФ в ходе Проскуровско-Черновицкой операции. Город освобождали: оперативная группа 13-й армии (генерал-лейтенант А. Н. Нечаев) в составе: часть сил 172 сд (полковник Н. В. Коркишко), часть сил 149 сд (полковник А. А. Орлов). Войскам, участвовавшим в освобождении Дубно, приказом ВГК от 17 марта 1944 года объявлена благодарность и в Москве дан салют 12 артиллерийскими залпами из 124 орудий.

### Власть города
| ФИО                                          | Основные сведения                                                      | Дата избрания   | Дата увольнения |
| -------------------------------------------- | ---------------------------------------------------------------------- | --------------- | --------------- |
| Глава управы, польско-литовская власть       | Глава управы                                                           |                 | 1775            |
| Глава управы, Российская империя             | Глава управы                                                           | 1775            | 1917            |
| Глава управы, Украинская народная республика | Глава управы                                                           | 1918            | 1920            |
| Глава управы, польская власть                | Глава управы                                                           | 1920            | 1939            |
| Председатель исполкома горсовета, УССР       | Председатель исполкома горсовета                                       | сентябрь 1939   | 20 февраля 1940 |
| Козійчук Сидір Онуфрійович                   | Председатель исполкома горсовета во время советской оккупации          | 20 февраля 1940 | 25 июня 1941    |
| Сацюк Олекса                                 | Глава окружной управы во время немецкой оккупации                      | июнь 1941       | сентябрь 1942   |
| Глава окружной управы                        | Глава окружной управы во время немецкой оккупации                      | сентябрь 1942   | март 1944       |
| Зіньков Аполон Савович                       | Городской голова                                                       | март 1944       | август 1944     |
| Снасть Авсей Шмульович                       | Председатель городского совета                                         | апрель 1945     | февраль 1947    |
| Ковальський Олександр Йосипович              | Председатель городского совета                                         | февраль 1948    | октябрь 1949    |
| Кислюк Володимир Омельянович                 | Председатель городского совета, 1905 г.р., с. Семидубы                 | октябрь 1949    | сентябрь 1950   |
| Чумицький Феодосій Миколайович               | Председатель городского совета                                         | декабрь 1951    | апрель 1952     |
| Безкопильний Володимир Лукач                 | Председатель городского совета                                         | апрель 1952     | март 1953       |
| Чумицький Феодосій Миколайович               | Председатель городского совета                                         | март 1953       | октябрь 1954    |
| Калмаков Іван Маркович                       | Председатель городского совета                                         | ноябрь 1955     | март 1963       |
| Тур Григорій Федорович                       | Председатель городского совета                                         | март 1963       | январь 1968     |
| Маркопольський Володимир Іванович            | Председатель городского совета                                         | январь 1968     | июнь 1973       |
| Діанов Віктор Миколайович                    | Председатель городского совета                                         | июнь 1973       | июнь 1975       |
| Демчинський Борис Гнатович                   | Председатель городского совета                                         | январь 1978     | ноябрь 1980     |
| Шубін Едуард Миколайович                     | Председатель городского совета                                         | 1980            | 1988            |
| Мамчур Василь Романович                      | Городской голова                                                       | ноябрь 1988     | февраль 1990    |
| Білий Василь Павлович                        | Городской голова                                                       | февраль 1990    | апрель 1992     |
| Васильченко Василь Миколайович               | Городской голова                                                       | апрель 1992     | июль 1994       |
| Шубін Едуард Миколайович                     | Городской голова                                                       | 1994            | 1996            |
| Антонюк Василь Михайлович                    | Городской голова                                                       | октябрь 1996    | март 1998       |
| Гаврилюк Дмитро Васильович                   | Городской голова                                                       | март 1998       | сентябрь 1999   |
| Никитюк Віталій Степанович                   | Городской голова                                                       | сентябрь 1999   | октябрь 2005    |
| Дудко Леонід Іванович                        | Городской голова, 1958 года рождения                                   | 26.03.2006      | 31.10.2010      |
| Антонюк Василь Михайлович                    | Городской голова, 1955 года рождения, образование высшее, беспартийный | 31.10.2010      | 2015            |
| Антонюк Василь Михайлович                    | Городской голова, 1955 года рождения, образование высшее, беспартийный | 2015            |                 |

Примечание: таблица составлена по данным источника

## Образование
- Дошкольное и общее среднее образование. В Дубно есть шесть дошкольных учебных заведений и девять лицеев. Также в городе есть специальная общеобразовательная школа-интернат (для детей с задержкой умственного развития).
- Внешкольное образование. Сеть заведений внешкольного образования: детско-юношеская спортивная школа, школа искусств, дом детей и молодежи, станция юных техников, межшкольный учебно-производственный комбинат.
- Профессионально-техническое образование. К заведениям профессионально-технического образования в городе принадлежит Дубенский профессиональный лицей[18].
- Высшее образование. В городе есть три высших учебных заведения I—II уровня аккредитации (Дубенский колледж Ровенского государственного гуманитарного университета[19], Дубенский колледж культуры и искусств Ровенского государственного гуманитарного университета, Дубенский медицинский колледж[20]), и один I—IV уровня аккредитации (Дубенская филиал Открытого международного университета развития человека «Украина»[21])

## Культура
В городе есть два дома культуры, районный (на 700 мест) и городской, три библиотеки (Дубенская городская библиотека, Дубенская центральная районная библиотека и Дубенская городская детская библиотека), школа искусств.
Каждый год в городе проходит ряд фестивалей.

### Дубно в литературе
- На подступах к городу разворачивается осада в повести Николая Гоголя «Тарас Бульба». В осаждённом замке находится полячка, возлюбленная Андрия, ради которой он идёт на предательство. И именно под стенами Дубно происходит легендарная сцена, когда Тарас Бульба убивает своего сына.

## Достопримечательности
Город имеет много исторических и культурных памятников. Преимущественно туристы и гости города посещают Дубенский историко-культурный заповедник, на территории которого находятся замки князей Острожских и Любомирских, выставочные залы. Посещают музеи и религиозные сооружения (костёлы, православные церкви).
Главные памятки истории и культуры:
- Дубенский замок, (XV—XVIII ст.)
- Дворец Любомирских (XVIII ст.)
- Дворец князей Острожских (XV—XVII ст.)
- Луцкие ворота (XVII ст.)
- Синагога (XVI—XVII ст.)
- Костёл Бернардинцев (XVII ст.)
- Спасо-Преображенская церковь (XVIII ст.)
- Монастырь кармелиток (XVIII ст.)
- Георгиевская церковь (XVIII ст.)
- Костёл Яна Непомука (XIX ст.)
- Таракановский форт (Дубенский форт, Новая Дубенская крепость) — архитектурный памятник XIX века, расположен неподалёку от села Тараканов Дубенского района.
- Свято-Ильинская церковь (нач. XX ст.)
- Краеведческий музей
- Контра́ктовый дом (XIX ст.)
- Хмелефабрика (XIX ст.)

|                    |              |                   |          |                         |
| Дворец Любомирских | Луцкие врата | Дворец Острожских | Синагога | Вход в подземелье замка |

## Города-побратимы
- Соколув-Подляски (Польша)
- Уничов (Чехия)
- Гижицко (Польша)
- Белоградчик (Болгария)

## Люди, связанные с городом
- Вишневская, Тамара (1919—1981) — польская киноактриса.
- Забродский, Павел Францевич — выдающийся токсиколог, профессор, академик РАЕН, заслуженный деятель науки Российской Федерации. Родился в г. Дубно.
- Яков Кранц, Дубенский магид (1740—1804) — еврейский народный проповедник.
- Иванов, Иван Иванович (лётчик) — советский лётчик-истребитель, погиб в г. Дубно.
- Кулишер, Рувим Моисеевич (1828—1896) — родился в Дубно, российский медик, доктор медицины и публицист.
- Машковский, Кароль (1831—1886) — родился в Дубно, польский математик, ректор Львовской Технической академии (1875—1876), профессор.
- Островская, Ольга Осиповна (1875—1947) — мать писателя Николая Островского, родилась в Дубно, в семье переселенцев из чешского города Брно.